# Зенден
Зенден (нім. Senden) — місто в Німеччині, знаходиться в землі Баварія. Підпорядковується адміністративному округу Швабія. Входить до складу району Ной-Ульм.
Площа — 25,17 км2. Населення становить 22 587 ос. (станом на 31 грудня 2020).